# Самб, Н’Диага
Н’Диага Самб (N’Diaga Samb; 6 августа 1966 — 19 февраля 2025, Дакар) — сенегальский шашист, проживавший в Нидерландах. Чемпион Африки 2016 года, серебряный призёр чемпионата Африки по международным шашкам 1992, 2006, 2014 и 2018 годов, бронзовый призёр чемпионата Африки 2003, 2009 и 2010 годов. По итогам чемпионата Африки 2024 года завоевал право участвовать в чемпионате мира 2025 года, внезапно скончался 19 февраля 2025 года во время закрытия шашечного турнира в Дакаре.

## Спортивная карьера
В 1992 году получил звание международного мастера (MI), в 2000 году стал международным гроссмейстером.

## Чемпионат мира
- 1992 (14 место)
- 2003 (14 место)
- 2005 (5 место)
- 2007 (10 место)
- 2013 (1 место в финале B)
- 2015 (11 место).
- 2017 (6 место в полуфинале).
- 2019 (16 место).
- 2021 (7 место в полуфинале).

## Чемпионат Африки
- 1992 (2 место)
- 2003 (3 место)
- 2006 (2 место)
- 2009 (3 место)
- 2010 (3 место)
- 2014 (2 место)
- 2016 (1 место)
- 2018 (2 место)
- 2022 (4 место)
- 2024 (5 место)

## Международные турниры
1 место:
- 1991: Brunssum Open
- 1992: Mello Koolman toernooi
- 1998: Nijmegen Open
- 1999: Brunssum Open
- 2000: Mello Koolman toernooi и Bijlmertoernooi
- 2001: Zeeland Open
- 2002: Zeeland Open
- 2003: Leeuwarden
- 2018: Brunssum Open
- 2019: Brunssum Open

## Чемпионат Сенегала
- 1990 (1 место)
- 1992 (1 место)
- 2008 (1 место)